# Superintendência do Meio Ambiente de Salvador
A Superintendência do Meio Ambiente de Salvador (SMA) foi uma autarquia municipal de Salvador criada em 28 de dezembro de 2004 pela lei 6588 de 2004. Era responsável por promover a política ambiental e o desenvolvimento sustentável no Município do Salvador e era vinculada à extinta Secretaria Municipal de Desenvolvimento Urbano, Habitação e Meio Ambiente de Salvador (SEDHAM), antes denominada Secretaria de Planejamento, Urbanismo e Meio Ambiente (SEPLAM). A superintendência foi extinta pela lei 8376 de 2012, cujas atribuições e funcionários incorporados pela Secretaria Cidade Sustentável (SECIS) ou Secretaria Municipal de Urbanismo e Transporte (SEMUT).
A SMA era o órgão central do Sistema Municipal do Meio Ambiente (SISMUMA), criado pelo Plano Diretor urbano de Salvador de 2008 (Lei Municipal nº 7.400 de 2008). Ela era formada pelo Gabinete do Superintendente, por duas Assessorias (Estratégica de Gestão - ASSEG - e Jurídica - ASJUR) e por seis Gerências (Licenciamento e Fiscalização Ambiental; Jardim Botânico; Parques, Hortos e Áreas Verdes; Informações, Sustentabilidade e Equilíbrio Ambiental; e Administrativo-Financeira).
Esta autarquia era também a secretaria executiva do Conselho Municipal do Meio Ambiente de Salvador (COMAM) e possuía entre suas competências a execução do a fiscalização e o licenciamento ambiental no Município, além da gestão das praças, áreas verdes e espaços territoriais especialmente protegidos do Município (Parque da Cidade Joventino Silva, Jardim Botânico de Salvador e Parque São Bartolomeu).
Um de seus superintendentes foi o arquiteto Luiz Antunes Nery, primeiro técnico escolhido para o cargo e sem vínculos partidários, que sucedeu o administrador Ary da Mata e Souza e o psicólogo Juliano Matos, ambos políticos ligados ao Partido Verde.